# 顧婕
顧婕（英語：Goo Git，1967年8月5日—），本名吳茉凡，出生於台灣彰化縣，曾經使用顧杰為藝名，是一位台灣女性艷星。

## 經歷
1990年成為首位台灣籍《花花公子》雜誌亞洲版封面女郎。
1992年到英屬香港發展拍電影，以豪放艷情形象獲得注意。
2004年出版《整形皇后》書籍透漏自己的整形經驗。
2012年與中華人民共和國「內衣大王」之稱的富商結婚，但只維持4年而離婚。
2024年4月27日，罹患直腸癌3期，目前仍在治療。

## 影視作品
- 失聲畫眉（1991年）
- 激情艷女（1992年）
- 哎吔女朋友（1992年）
- 千火玫瑰（1992年）
- 三級七日情（1992年）
- 桃色響尾蛇（1993年）

## 外部連結
- 顧婕的Facebook專頁
- 顧婕在互联网电影资料库（IMDb）上的資料（英文）
- 顧婕在香港影庫上的簡介
- 顧婕在豆瓣上的资料（简体中文）
- 華文影史庫 顧杰 簡介 （页面存档备份，存于）